# Функція (математика)
Фу́нкція (відобра́ження, перетво́рення, опера́тор, зале́жник) в математиці — це правило, яке кожному елементу з першої множини — області визначення ставить у відповідність елемент з іншої множини — області значень. Часто цю другу множину називають цільовою множиною чи образом функції чи відображення.
Відображення {\displaystyle f}, яке ставить у відповідність кожному елементові множини {\displaystyle A} єдиний елемент множини {\displaystyle B,} позначається {\displaystyle f:A\to B,} тобто {\displaystyle f} відображає {\displaystyle A} в {\displaystyle B}.

## Інтуїтивне означення

Однозначна функція відображає область визначення в цільову множину ; менший овал всередині — це область значень функції

Інтуїтивно, функція — це певне «правило», або «перетворення», яке зіставляє унікальне вихідне значення кожному вхідному значенню. Наприклад, в кожної особи є улюблений колір (жовто-блакитний, помаранчевий, біло-синій тощо). Улюблений колір є «функцією особи», тобто, наприклад, у Віктора улюбленим є помаранчевий, у Людмили — біло-синій. Тобто, вхідними значеннями тут є особи, вихідними — улюблені кольори. Або, наприклад, час, необхідний камінцю, кинутому з певної висоти, щоби досягнути землі, залежить від цієї висоти, яка тут виступає як вхідне значення, а час, який камінець знаходиться в польоті — як вихідне значення.
«Правило», яке визначає функцію, може бути задане формулою, певним співвідношенням або просто таблицею, в якій перелічені всі можливі комбінації вхідних та вихідних значень. Найважливішою ознакою звичайної функції є те, що вона завжди продукує однаковий результат на подане вхідне значення. Вхідне значення часто називають аргументом функції, вихідне — значенням функції (та/або параметром).
Зазвичай в функціях аргументами та значеннями виступають числа, і функціональна залежність задається формулою. Значення функції отримується безпосередньою підстановкою аргумента в формулу. Прикладом такої функції може бути квадратична залежність: f(x) = x2, яка зіставляє кожному аргументу його квадрат.
В загальнішому випадку, функція може бути залежною від декількох аргументів.
Втім, в сучасній математиці і природничих науках розглядаються функції, які не можуть бути явно задані формулами, тому сучасна інтерпретація поняття «функція» визначає її як певне відображення, відповідність між деякими множинами A (множиною або областю визначення) та B (яку іноді називають областю значень, хоча це й не зовсім правильно), отже таке відображення, яке зіставляє кожному елементу з множини A єдиний елемент з множини B. В теорії множин такі функції зручно визначати з допомогою відповідностей між множинами. В такій узагальненій інтерпретації функція стає фундаментальним поняттям практично в кожній галузі математичних знань.

## Відсутність формального означення
Не існує формального означення функції. Поняття функція належить до базових понять математики, і його можна лише спробувати назвати іншим синонімом, наприклад відображення, відповідність, закон чи підмножина декартового добутку.
Функцією (відображенням, трансформацією) f множини X в множину Y (позначається f : X → Y) називається така відповідність між множинами X та Y, яка задовольняє наступним умовам:
1. Відповідність f всюди визначена, тобто, для будь-якого x з X існує такий y з Y, що x f y (y є образом x для функції f), тобто, для будь-якого x з X існує хоча б один образ y з Y.
2. Відповідність f є відповідністю багато-до-одного, або функціональною, тобто, якщо x f y та x f z, то y = z, тобто, y може бути образом зразу декількох елементів з X, але один елемент x не може породжувати більше одного образа з Y.

Елемент y з Y, який відповідає елементові x з X позначається як f(x).
Також можна сказати, що відображенням (функцією) з X в Y є така відповідність f⊆A×B, в якій кожному елементові a∈Pr1f відповідає тільки один елемент з Pr2f (тут × — Декартів добуток множин, Pr1f та Pr2f — відповідні проєкції відображення).
Множина всіх функцій f : X → Y позначається як YX. При цьому потужність множини |YX| = |Y||X|.
Відповідність між X та Y, яка задовольняє тільки умові (1) називається багатозначною функцією. Будь-яка функція є багатозначною функцією, але не кожна багатозначна функція є функцією. Відповідність, яка задовольняє тільки умові (2) є часткова функція. Будь-яка функція є частковою, але не кожна часткова функція є функцією. В цій енциклопедії функцією є така відповідність між множинами, яка задовольняє одночасно умовам (1) та (2), якщо інше не вказується додатково.
Функції багатьох змінних, де y=f(x1, … , xn), тобто де y одночасно залежить від n змінних, можна визначити як відображення виду f: Xn → Y, де Xn — n-степень множини X (див. Декартів добуток множин).
Приклади:
|  | Елемент 3 з X відповідає одночасно двом елементам b та c з Y, тобто, f(3) = b, f(3)=c і b≠c. Така відповідність є багатозначною функцією, але не функцією. |
|  | Елемент 1 з X не відповідає жодному елементу з Y. Така відповідність є частковою функцією, але не функцією. |
|  | Така відповідність є всюди визначеною та функціональною, тобто функцією з X в Y. Безпосередньо цю функцію можна задати множиною: f = {(1, a), (2, b), (3, b)} або умовним переліком: {\displaystyle f(x)=\left\{{\begin{matrix}a,&{\mbox{if }}x=1\\b,&{\mbox{if }}x=2\\b,&{\mbox{if }}x=3.\end{matrix}}\right.} |

## Області значень та визначення
X, множина вхідних значень, також називається областю визначення f, а Y, множина усіх можливих результатів, інколи називається областю значень, але більш коректно називати областю значень множину усіх тих елементів Y, для яких існують відповідні елементи з X. Тому в загальному випадку область значень є лише підмножиною Y.
Тотожною функцією (тотожним відображенням) називають функцію, область значень і визначення якої збігаються.

## Ін'єктивні, сюр'єктивні та бієктивні функції
Існують спеціальні назви для деяких важливих різновидів функцій:
- Ін'єктивна функція — функція, в якій різним значенням аргумента відповідають різні результати, тобто, для двох елементів x, y з Y виконується: f(x) = f(y) тоді й тільки тоді, якщо x = y.
- Сюр'єктивна функція — функція f:X→Y, область значень якої збігається з множиною Y, тобто, для кожного y з Y існує x з X такий, що f(x) = y.
- Бієктивна функція — функція, яка є одночасно сюр'єктивною та ін'єктивною, тобто встановлює взаємно однозначну відповідність між елементами множин X та Y.

## Образ та прообраз
Образом елемента x∈X для відображення (функції) f є результат відображення (функції) f(x).
Образ підмножини A⊂X для f є така підмножина Y, яка відповідає умові:
f(A) = {f(x) | x ∈ A}
Слід зазначити, що область значень f збігається з образом області визначення f(X).
Прообраз відображення (або обернений образ) множини B ⊂ Y для f є підмножиною множини X, визначеною як
f −1(B) = {x ∈ X | f(x) ∈B}

## Графік функції
Графік функції f є множина всіх впорядкованих пар (x, f(x)), для всіх x з області визначення X.

Графік кубічної функції. Ця функціє є сюр'єктивною, але не ін'єктивною

## Композиція функцій
З функцій f: X → Y та g: Y → Z можна побудувати композицію функцій таким чином: спершу застосувавши f до аргумента x з X, а потім застосувавши g до результату. Така композиція функцій позначається g o f: X → Z, тобто (g o f)(x) = g(f(x)) для всіх x з X.

## Тотожна функція, вкладення, продовження та звуження
Відображення (функція) E: X → X, таке, що E(x) = x для будь-якого x з X, має назву тотожного відображення, про яке говорять, що воно відображує X в себе.
Відображення I: X → Y, яке відображує елемент x з X в такий же елемент, але в Y, називається вкладенням
Відображення g': X → Y називається звуженням (обмеженням) відображення g: X'  → Y' , якщо X та Y є підмножинами X'  та Y'  відповідно. Відображення g, в свою чергу, називається продовженням відображення g'.

## Обернена функція
Деякі функції мають відповідні обернені функції. Нехай f: X → Y та g: Y → X деякі функції. Якщо композиція функцій f o g = EY, де EY: Y→Y — тотожне відображення, то f має назву лівого оберненого до g, а g — правого оберненого до f. Якщо справедливо і f o g = EY і g o f = EX, то g має назву оберненого відображення (функції) до f і позначається як f−1.